# Regra de Hückel

Benzeno, o composto aromático mais amplamente conhecido, com seis (4n + 2, n = 1) elétrons deslocalizados.

Em química orgânica, a regra de Hückel estima se uma molécula em anel planar terá propriedades aromáticas. A mecânica quântica básica para sua formulação foi elaborada pelo físico-químico Erich Hückel em 1931. A expressão sucinta como a regra 4n+2 tem sido atribuída a von Doering (1951), apesar de vários autores estarem usando esta fórmula aproximadamente a mesma época.
Uma molécula em anel cíclica segue a regra de Hückel quando o número dos seus elétrons π é igual a 4n+2, onde n é zero ou inteiro positivo, apesar de, historicamente, exemplos claros serem realmente estabelecidos apenas para valores de n=0 até cerca de n=6. Em 2019, no entanto, Michel Rickhaus e outros colegas da Universidade de Oxford, Reino Unido, desenvolveram uma molécula que contém 162 elétrons π (n=40), que segue a regra de Hückel e também as evidências físicas sob influência de campos magnéticos. A regra de Hückel foi originalmente baseada em cálculos usando o método de Hückel, embora também possa ser justificada por considerar o sistema como partículas em um anel, pelo método CLOA e pelo método Pariser–Parr–Pople.
Os compostos aromáticos são mais estáveis que o teoricamente previsto pelos dados de hidrogenação de alcenos; a estabilidade "extra" é devida à nuvem de elétrons deslocalizados, chamada de energia de ressonância. Critérios para aromáticos simples são:
1. seguir a regra Huckel, tendo 4n+2 elétrons na nuvem deslocalizada;
2. ser capaz de ser planar e cíclico;
3. cada átomo no círculo é capaz de participar na deslocalização dos elétrons por ter um orbital p ou um par de elétrons não compartilhados.